# Galleria di Legnano
La Galleria di Legnano (o Galleria INA) è un passaggio coperto inserito in un edificio, che collega Piazza San Magno con Via XXV Aprile. Si trova a Legnano, nel centro cittadino.

## Storia
Tale passaggio coperto è situato all'interno di una costruzione che è stata edificata dall'INA nel 1954 e che è stata ristrutturata nel 1991. Per realizzare tale edificio è stato demolito un monastero anteriore al 1398, il convento degli Umiliati. Prima dell'abbattimento, furono trasferite le 52 famiglie che ancora lo abitavano. 
Durante gli scavi per la costruzione del nuovo complesso, sono stati trovati i resti di una fortificazione altomedievale realizzata probabilmente nel X secolo, il castello dei Cotta, che aveva la funzione di difendere Legnano dalle incursioni degli Ungari. Durante questi scavi sono stati anche trovati i resti delle opere difensive (un fossato allagabile ed un muraglione) che circondavano, nello stesso periodo, l'abitato di Legnano.

## Il teatro Galleria
All'interno del complesso architettonico è presente il Cinema Teatro Galleria, ovvero una sala adibita allo spettacolo che contiene 1268 posti a sedere (770 in platea e 498 in galleria). Questo cinema-teatro è una delle più grandi sale per il cinema, la musica ed il teatro della Lombardia.

## Galleria d'immagini

Piazza San Magno a Legnano negli anni trenta del XX secolo. In primo piano sulla sinistra, gli edifici demoliti negli anni cinquanta del XX secolo per poter permettere la costruzione della Galleria INA
Piazza San Magno (all'epoca "piazza Umberto I") a Legnano all'inizio del XX secolo. L'edificio sullo sfondo, davanti alla ciminiera della Manifattura di Legnano, è stato demolito per poter permettere la costruzione della Galleria INA
Corso Garibaldi a Legnano verso piazza San Magno nel 1912. Sullo sfondo gli edifici in seguito demoliti per poter permettere la costruzione della Galleria INA
Demolizione del convento degli Umiliati (1953), eseguita per poter permettere la costruzione della Galleria INA
La Galleria INA negli anni cinquanta del XX secolo